# Spitalul din Vadul-Rașcov
Spitalul din Vadul-Rașcov este o clădire amplasată în Vadul-Rașcov, raionul Șoldănești, Republica Moldova. Este un monument arhitectural de importanță națională inclus în Registrul monumentelor Republicii Moldova ocrotite de stat cu nr. 2996 (raionul Șoldănești). Datează de la sf. sec. XIX.